# 皇家航空研究院
皇家航空研究院（英語：Royal Aircraft Establishment，简称RAE）是英国历史上一个官方科研机构，曾经研制过多种飞机、导弹、火箭。法恩堡空军基地（RAE Farnborough Airfield）是皇家航空研究院的首个办公地点，后来并扩展至贝德福德空军基地（RAE Bedford）。

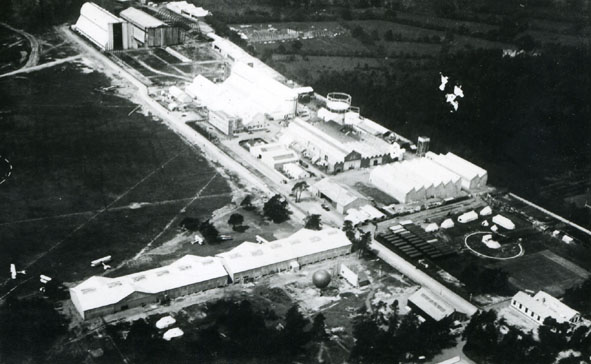

该研究院前身为成立于1908年的皇家飞机制造厂（Royal Aircraft Factory），至1918年改称皇家航空研究院。第二次世界大战初期，海军陆战队飞机实验研究所（Marine Aircraft Experimental Establishment）亦被合并到航空研究院。
1988年，皇家航空研究院改称皇家航空航天研究院（Royal Aerospace Establishment）。至1991年4月，研究院被併入国防研究机构（Defence Research Agency，DRA），成为英国国防部下辖的一个研究单位。

## 外部連結
- Risky Buildings: Farnborough wind tunnels
- Royal Engineers Museum Royal Engineers and Aeronautics
- RAE Ex-Apprentices Association （页面存档备份，存于）

51°16′46″N 0°47′17″W / 51.279475°N 0.787926°W